# هارولد كروغر
هارولد كروغر (بالإنجليزية: Harold Kruger)‏ هو سباح وممثل أمريكي، ولد في 21 سبتمبر 1897 في هونولولو في الولايات المتحدة، وتوفي في 7 أكتوبر 1965 في بربانك في الولايات المتحدة.

## أعمال

### أفلام
- (1960) سبارتاكوس[4][5]

## وصلات خارجية
- هارولد كروغر على موقع أوليمبيديا (الإنجليزية)
- هارولد كروغر على موقع IMDb (الإنجليزية)
- هارولد كروغر على موقع قاعدة بيانات الفيلم (الإنجليزية)